# Moulins-sur-Allier
Moulins o Moulins-sur-Allier és una ciutat de França i capital del departament de l'Alier, i del districte homònim a la regió d'Alvèrnia-Roine-Alps. La ciutat és a la riba del riu Alier. Moulins és l'antiga capital de la regió històrica del Borbonès. És a la part septentrional del Borbonès que era de llengua d'oïl. La ciutat allotja la seu del Bisbat de Moulins.

## Demografia
| 1982   | 1990   | 1999   | 2006   | 2011   |
| ------ | ------ | ------ | ------ | ------ |
| 21.774 | 22.799 | 21.892 | 20.599 | 19 094 |

## Administració
| Data d'elecció | Nom                        | Partit       |
| -------------- | -------------------------- | ------------ |
| 1923           | Hippolyte Blanc            |              |
| 1925           | René Boudet                | SFIO         |
| 1944           | Jean Dufloux (provisional) |              |
| 1945           | Henri Grosmolard           | CNR          |
| 1946           | Maurice Tinland            |              |
| 1959           | Jacques Pligot             |              |
| 1971           | Hector Rolland             | RPR          |
| 1989           | Paul Chauvat               |              |
| juny 1995      | Pierre-André Périssol      | RPR, UMP, LR |

## Nadius il·lustres
- Claude Louis Hector de Villars (1653-1734), mariscal de França
- James Fitz-James Stuart (1670-1734), militar i aristòcrata anglès
- Jaques Auguste Delaire (1796-1864), advocat i compositor
- Théodore de Banville (1823-1891), poeta